# Fox (Alaska)
Pour les articles homonymes, voir Fox.
Fox est une census-designated place d'Alaska aux États-Unis, appartenant au Borough de Fairbanks North Star, à proximité de Fairbanks dont elle fait partie de la communauté urbaine. Sa population était de 353 personnes en 2007.
Fox est située sur la rive de Fox Creek, à 16 kilomètres au nord est de Fairbanks, à l'intersection de la Steese Highway et de l'Elliott Highway.
Ancien camp minier, dans les années 1900, Fox est devenue une banlieue résidentielle, où vivent les personnes qui travaillent à Fairbanks.

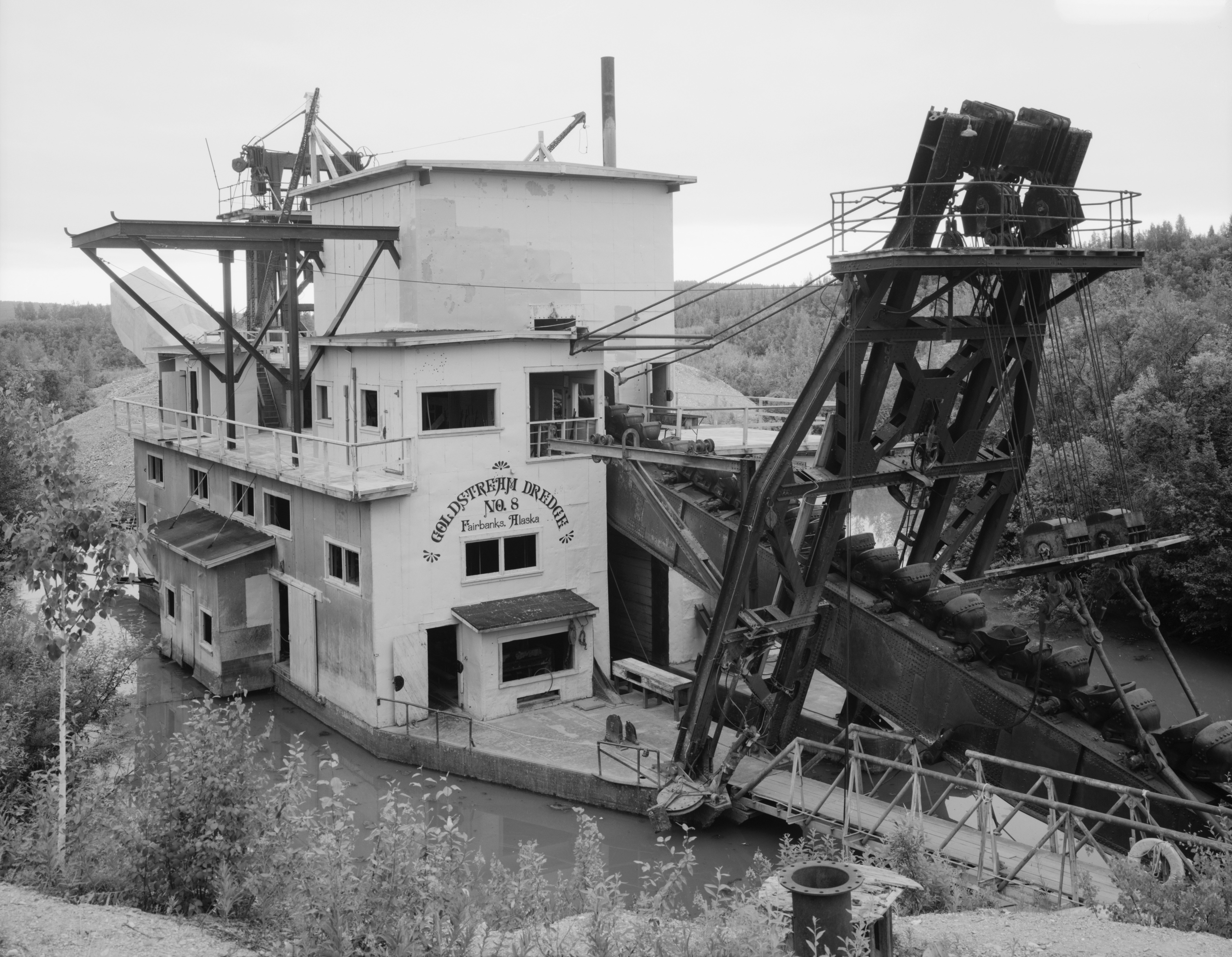
Drague Goldstream à Fox en 1991

## Démographie
| 1950 | 1980 | 1990 | 2000 | 2010 | - |
| ---- | ---- | ---- | ---- | ---- | - |
| 25   | 123  | 275  | 300  | 417  | - |